# Kaštijelj (Republika Serbska)
Kaštijelj (cyr. Каштијељ) – wieś w Bośni i Hercegowinie, w Republice Serbskiej, w gminie Šekovići. W 2013 roku liczyła 125 mieszkańców.